# Crocus ligusticus
Crocus ligusticus là một loài thực vật có hoa trong họ Diên vĩ. Loài này được Mariotti miêu tả khoa học đầu tiên năm 1988.